# José Ángel Peña
José Peña (sinh ngày 10 tháng 12 năm 1994) là một cầu thủ bóng đá người El Salvador, thi đấu cho Municipal Limeño.